# Erik G. Hallström
Erik Gunnarsson Hallström, född 17 november 1905 på Björkö i Adelsö församling, Uppland, död 26 mars 1993 i Sofia församling, Stockholm, var en svensk konstnär.
Han var son till konstnären Gunnar Hallström och miniatyrmålaren Signe Hallström, född Löfgren. Efter några ungdomsår utomlands, bland annat som fåraherde i Australien, började han på Edward Berggrens målarskola. Mellan 1934 och 1940 studerade han för Isaac Grünewald på Konsthögskolan. 
Hallström målade natur, figurer och porträtt. Tillsammans med hustrun, konstnären  Gunnel Frisell-Hallström, målade han mycket utomlands, bland annat i Italien, Spanien och Frankrike, men framför allt i Grekland. Hans bilder av natur och byggnader fångade det speciella ljus som finns i de länderna. Man kan se att han studerat Cézanne och neoimpressionisterna.
Hallström drabbades sedermera av en hjärnblödning som gav honom motoriska svårigheter, men det hindrade honom inte från att fortsätta att måla till hög ålder. Han är begravd på Adelsö kyrkogård.